# Синичне (заказник)
Сини́чне — гідрологічний заказник місцевого значення в Україні. Розташований у межах Борзнянського району Чернігівської області, на південь від села Сидорівка. 
Площа 10 га. Статус присвоєно згідно з рішенням Чернігвського облвиконкому від 27.12.1984 року № 454; від 28.08.1989 року № 164. Перебуває у віданні ДП «Борзнянське лісове господарство» (Берестовецьке л-во, кв. 45, 46). 
Статус присвоєно для збереження лучно-болотного природного комплексу, розташованого в заболоченій долині річки Смолянка (притока Десни), серед лісового масиву, в якому зростають вільха, береза, дуб тощо.